# O Beijo do Vampiro (1989)
Vampire's Kiss (prt: O Beijo do Vampiro; bra: O Beijo do Vampiro, ou Um Estranho Vampiro) é um filme norte-americano de 1989, gênero comédia, dirigido por Robert Bierman, escrito por Joseph Minion e estrelado por Nicolas Cage, María Conchita Alonso, Jennifer Beals e Elizabeth Ashley. O filme conta a história de um agente literário mentalmente doente cuja condição se torna ainda pior quando ele acredita ter sido mordido por uma vampira. Foi um fracasso nas bilheterias, mas acabou se tornando um clássico cult.
Vampire's Kiss foi considerado um fracasso nas bilheterias no seu lançamento inicial, mas desenvolveu um status de filme cult desde aquela época. Rotten Tomatoes, relata que 61% dos 23 críticos pesquisados deram ao filme uma avaliação positiva; a classificação média é de 5,89/10.  Em contraste, Metacritic tem o filme classificado em uma pontuação média de 31 com base em 10 críticas.
Variety escreveu: "O desempenho exagerado de Cage gera pouca simpatia pelo personagem, então é difícil se interessar por ele à medida que seu distúrbio de personalidade piora". Caryn James do The New York Times escreveu: "O filme é dominado e destruído pela performance caótica e auto-indulgente de Cage". Kevin Thomas, do Los Angeles Times, chamou-a de "uma comédia sombria elegante e escandalosa que é mais engraçada por estar constantemente à beira da falta de gosto e da tolice". Carrie Rickey, do The Philadelphia Inquirer, chamou-a de uma "comédia negra imaginativa, embora distorcida", que "é uma alegoria perversa do que os homens querem". Revendo o filme em Blu-ray, Anthony Arrigo de Bloody Disgusting escreveu: "O filme pode não funcionar muito bem como uma comédia, mas há um desarranjo sombrio suficiente para torná-lo quase inquietante".
Vampire's Kiss foi lançado em 2 de junho de 1989. Ele arrecadou US$725,131 nos EUA. Foi lançado em home video em agosto de 1990. MGM lançou em DVD em agosto de 2002, e Scream Factory lançou em Blu-ray em fevereiro de 2015.

## Sinopse
Peter Loew (Nicolas Cage), acredita ser mordido por uma vampira, Rachel (Jennifer Beals), que o levou para a cama. Loew decide procurar um psiquiatra, que desmente o fato dele ter se tornado vampiro, mas ele começa a aterrorizar Alva Restrepo (Maria Conchita Alonso), sua secretária que foi escolhida como a primeira vítima.

## Elenco
- Nicolas Cage como Peter Loew
- María Conchita Alonso como Alva Restrepo
- Jennifer Beals como Rachel
- Elizabeth Ashley como Dra. Glaser
- Kasi Lemmons como Jackie
- Bob Lujan como Emilio Restrepo
- Jessica Lundy como Sharon
- Johnny Walker como Donald (como John Walker)
- Boris Leskin como Fantasy Cabbie
- Michael Knowles como Andrew
- John Michael Higgins como Ed
- Jodie Markell
- Marc Coppola
- David Hyde Pierce como rapaz do teatro (como David Pierce)
- Amy Stiller como garota do teatro
- Christopher Sluka

## Premiações
- Recebeu uma indicação ao Independent Spirit Award de Melhor Ator (Nicolas Cage).
- Venceu na categoria de melhor ator no Festival de Cinema de Sitges para Nicolas Cage que foi compartilhado com Michael Gambon por The Cook, the Thief, His Wife & Her Lover.